# Draft NBA 1955
Il Draft NBA 1955 si è svolto il 14 aprile 1955 a New York e vide selezionati due futuri membri della Basketball Hall of Fame, Maurice Stokes e Tom Gola. Gli Hawks scelsero con il nome  di Milwaukee Hawks, ma si spostarono alla fine del draft a Saint Louis.

## Scelta territoriale
|  | = All-Star     |
|  | = Hall of Fame |

| Scelta | Giocatore     | Nazionalità | Squadra NBA           | Scuola/ex squadra |
| ------ | ------------- | ----------- | --------------------- | ----------------- |
|        | Dick Garmaker | Stati Uniti | Minneapolis Lakers    | Minnesota         |
|        | Tom Gola      | Stati Uniti | Philadelphia Warriors | La Salle          |

## Giocatori scelti al 1º giro
| Scelta | Giocatore      | Nazionalità | Squadra NBA        | Scuola/ex squadra |
| ------ | -------------- | ----------- | ------------------ | ----------------- |
| 1      | Dick Ricketts  | Stati Uniti | Milwaukee Hawks    | Duquesne          |
| 2      | Maurice Stokes | Stati Uniti | Rochester Royals   | St. Francis       |
| 3      | Jim Loscutoff  | Stati Uniti | Boston Celtics     | Oregon            |
| 4      | Ken Sears      | Stati Uniti | New York Knicks    | Santa Clara       |
| 5      | Ed Conlin      | Stati Uniti | Syracuse Nationals | Fordham           |
| 6      | Johnny Horan   | Stati Uniti | Fort Wayne Pistons | Dayton            |

## Giocatori scelti al 2º giro
| Scelta | Giocatore     | Nazionalità | Squadra NBA           | Scuola/ex squadra |
| ------ | ------------- | ----------- | --------------------- | ----------------- |
| 7      | Jack Stephens | Stati Uniti | St. Louis Hawks       | Notre Dame        |
| 8      | Jack Twyman   | Stati Uniti | Rochester Royals      | Cincinnati        |
| 9      | Corky Devlin  | Stati Uniti | Philadelphia Warriors | George Washington |
| 10     | Dickie Hemric | Stati Uniti | Boston Celtics        | Wake Forest       |
| 11     | Jerry Mullen  | Stati Uniti | New York Knicks       | San Francisco     |
| 12     | Chuck Mencel  | Stati Uniti | Minneapolis Lakers    | Minnesota         |
| 13     | Jesse Arnelle | Stati Uniti | Fort Wayne Pistons    | Penn State        |
| 14     | Don Schlundt  | Stati Uniti | Syracuse Nationals    | Indiana           |

## Giocatori scelti al 3º giro
| Scelta | Giocatore       | Nazionalità | Squadra NBA           | Scuola/ex squadra |
| ------ | --------------- | ----------- | --------------------- | ----------------- |
| 15     | Al Ferrari      | Stati Uniti | St. Louis Hawks       | Michigan State    |
| 16     | Ed Fleming      | Stati Uniti | Rochester Royals      | Niagara           |
| 17     | Bob Schafer     | Stati Uniti | Philadelphia Warriors | Villanova         |
| 18     | Buzzy Wilkinson | Stati Uniti | Boston Celtics        | Virginia          |
| 19     | Guy Sparrow     | Stati Uniti | New York Knicks       | Detroit Mercy     |
| 20     | Dick Boushka    | Stati Uniti | Minneapolis Lakers    | St. Louis         |
| 21     | Jack Sallee     | Stati Uniti | Syracuse Nationals    | Dayton            |
| 22     | Ron Bennink     | Stati Uniti | Fort Wayne Pistons    | Washington State  |

## Giocatori scelti nei giri successivi con presenze nella NBA
| Scelta | Giocatore     | Nazionalità | Squadra NBA        | Scuola/ex squadra |
| ------ | ------------- | ----------- | ------------------ | ----------------- |
| 76     | K.C. Jones    | Stati Uniti | Minneapolis Lakers | San Francisco     |
| 87     | Bob Armstrong | Stati Uniti | Rochester Royals   | Michigan State    |